# Anopsicus ceiba
Anopsicus ceiba is een spinnensoort uit de familie trilspinnen (Pholcidae). De soort komt voor in Honduras. 